# Giáo hoàng đối lập Biển Đức XIII

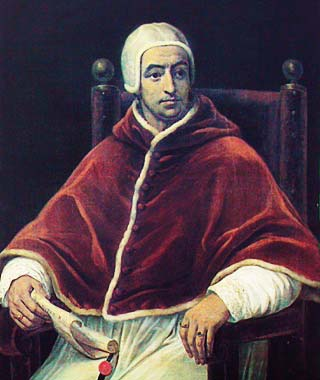
Giáo hoàng đối lập Biển Đức XIII

Biển Đức XIII tên thật là Pedro Martínez de Luna y Pérez de Gotor (1328 - 23 tháng 5 năm 1423), được biết đến như là "giáo hoàng nhà Luna" xứ Tây Ban Nha. Ông là một nhà quý tộc Aragon. Giáo hội Công giáo chính thức coi ông là một Giáo hoàng đối lập. Không nên nhầm lẫn với Giáo hoàng Benedict XIII, người trị vì từ ngày 27 Tháng 5 năm 1724 đến ngày 21 tháng 2 năm 1730.

## Thời kỳ đầu
Pedro Martínez de Luna được sinh ra vào năm 1328 tại Illueca, Vương quốc Aragon (một phần của lãnh thổ Tây Ban Nha hiện đại). Sinh ra trong gia đình Luna, ông thuộc về giới quý tộc Aragon. Ông học luật tại Đại học Montpellier, nơi ông lấy bằng tiến sĩ và sau đó giảng dạy về giáo luật. Dòng dõi quý tộc, cộng với kiến thức uyên thâm về giáo luật và cách sống khắc khổ đã giúp ông giành được sự chấp thuận của Giáo hoàng Gregory XI bổ nhiệm vào vị trí Hồng y phó tế của thánh đường Santa Maria ở Cosmedin ngày 20 tháng 12 1375.

## Được bầu làm giáo hoàng
Năm 1377, Pedro de Luna cùng các hồng y khác trở về Rôma với Giáo hoàng Gregory, người đã bị thuyết phục rời khỏi tòa thánh ở Avignon bởi thánh nữ Catherine Siena. Sau cái chết của Gregory vào ngày 27 tháng 3 năm 1378, người dân Roma sợ rằng các vị hồng y sẽ bầu một vị Giáo hoàng người Pháp (Do lúc này số lượng hồng y không phải người Ý chiếm đa số) và sẽ lại di chuyển giáo triều về Avignon. Do đó, dân chúng nổi loạn và bao vây các vị hồng y yêu cầu phải bầu 1 Giáo hoàng người Ý. Cơ mật viện đã bầu Bartolomeo Prignano, Tổng giám mục của Bari vào cương vị Giáo hoàng, người đã lấy danh hiệu là Urban VI. Nhưng vị "Tân giáo hoàng mới" ngay lập tức tỏ ra cứng rắn và có thái độ thù địch với các hồng y. Đến tháng 9 năm 1378, một số hồng y rời khỏi Rôma và triệu tập một hội đồng ở Fondi tuyên bố cuộc bầu cử Urban VI diễn ra trong bối cách bị thúc ép do đó không được thừa nhận. Và họ đã bầu Robert Geneva làm Giáo hoàng mới, bắt đầu một thời kỳ lâu dài của cuộc ly khai phương Tây. Robert Geneva lấy tên hiệu là Clement VII và quay trở lại Avignon.
Sau cái chết của Clement vào ngày 16 tháng 9 năm 1394, các vị hồng y đã gặp nhau tại Avignon. Cơ mật viện bao gồm 11 hồng y Pháp, tám người Ý, bốn người Tây Ban Nha, và một người từ Savoy. Tất cả đều bày tỏ mong muốn hợp nhất giáo hội "Thậm chí nếu cần thiết có thể nhượng giáo hoàng".
Khi tên của một hồng y được đề cử vào danh sách bầu chọn, ông thành thực thú nhận nỗi buồn phiền: "tôi yếu đuối và có lẽ sẽ từ bỏ ngôi vị. Xin đừng để tôi vào sự cám dỗ". Hồng y Luna lên tiếng: "Tôi sẽ từ bỏ ngôi vị của mình một cách dễ dàng như là cởi bỏ một chiếc mũ"… Tuy nhiên ông là một người đàn ông đầy học vấn, thông minh, thuộc dòng dõi quý tộc, tinh tế trong ngoại giao, khắc khổ trong cuộc sống riêng, một người vận động khéo léo và là một đối thủ cứng rắn nên đã giành được sự ủng hộ của hội đồng. Ông được bầu làm người kế vị của Clement vào 28 tháng chín với tước hiệu là của Benedict XIII.
Sau cái chết của Giáo hoàng Urban VI vào năm 1389, các hồng y La Mã đã bầu Boniface IX làm người kế vị. Do đó, Benedict XIII tồn tại song song như là Giáo hoàng của giáo hội phương Tây ly khai. Bắt đầu nhiệm kỳ của mình, Luna được công nhận là Giáo hoàng của các vương quốc Pháp, Scotland, Sicilia, Castile, Aragon, Navarre, và Bồ Đào Nha. Năm 1396, Benedict XIII gửi Sanchez Muñoz, một trong những thành viên trung thành nhất của giáo triều Avignon, làm đặc sứ giám mục ở Valencia nhằm tăng cường vị thế của Giáo hoàng ở Tây Ban Nha.

## Triều giáo hoàng ở Avignon
Tuy nhiên vào năm 1398, Benedict không còn giành được sự ủng hộ của giáo hội Pháp nữa. 17 hồng y rời bỏ Benedict và chỉ còn lại 5 người trung thành với ông ta. Một đội quân được lãnh đạo bởi Geoffrey Boucicaut đã chiếm Avignon và bắt đầu cuộc bao vây năm năm cung điện Giáo hoàng. Nó chỉ kết thúc khi Giáo hoàng Benedict trốn thoát khỏi Avignon vào ngày 12 tháng 3 năm 1403 và tìm nơi trú ẩn mới trong lãnh thổ của Louis II Anjou.
Ở giai đoạn này, quyền lực của Benedict không còn được thừa nhận ở Pháp, Bồ Đào Nha và Navarre, nhưng ông được công nhận là Giáo hoàng tại Scotland, Sicilia, Aragon và Castile. Sau khi Giáo hoàng La Mã Innocent VII qua đời vào năm 1406, Giáo hoàng mới được bầu là Gregory XII đã bắt đầu các cuộc đàm phán với Giáo hoàng Benedict. Thỏa thuận được đưa ra là cả hai người sẽ đều từ chức và 1 Giáo hoàng mới được bầu để "Giáo hội công giáo được đoàn tụ". Nhưng những cuộc đàm phán đã kết thúc trong bế tắc. Trong khi ấy, từ ngày 2 đến 5.7.1408, Gregorius XII họp công đồng tại Aquilea. Ngày 7.11.1408, Benedictus XIII cũng họp công đồng ở Perpignan.
Năm 1408 vua Pháp Charles VI tuyên bố rằng Pháp trung lập cho cả hai ứng viên Giáo hoàng. Charles đã giúp tổ chức công đồng Pisa năm 1409. Công đồng này được triệu tập với mục đích sắp xếp cho cả Gregory và Benedict từ chức và bầu chọn mới Giáo hoàng mới được cả hai phía thừa nhận. Tuy nhiên, cả Benedict và Gregory từ chối thoái vị. Điều duy nhất mà công đồng đạt được là một ứng viên thứ ba được đưa ra: Peter Philarghi, người đã lấy tước hiệu là Alexander V. Như vậy cả ba Giáo hoàng đều song song tồn tại.

## Công đồng Constancia
Ngày 3.5.1410 Alexander V từ trần tại Bolonia. Ngày 17.5, cơ mật viện gồm 17 hồng y đã bầu Balthasar Cosa, người thành Napoli, lên ngôi Giáo hoàng hiệu là Gioan XXIII đóng đô ở Roma. Với sự hỗ trợ của hoàng đế La-Đức Sigismund, Gioan XXIII đứng ra triệu tập công đồng Constancia (1414-1418). Cả Gioan XXIII và Gregory đã đồng ý thoái vị nhưng Benedict thì không. Do đó ngày 27 tháng 7 năm 1417, Công đồng Constance đã tuyên bố ông phạm tội ly giáo và bị rút phép thông công.
Từ năm 1408 đến 1417, Benedict sống ở Perpignan bây giờ phải chạy trốn đến sống ở lâu đài Peñíscola gần Valencia ở Tây Ban Nha. Ông vẫn tự coi mình là Giáo hoàng đúng. Nhưng vị trí của ông giờ chỉ được công nhận trong vương quốc Aragon, nơi ông được bảo vệ bởi vua Alfonso V. Benedict vẫn ở Peñíscola từ năm 1417 cho đến khi qua đời ngày 23 tháng 5 năm 1423.
Nhằm tăng cường vị thế Giáo hoàng có phần sút kém của mình, Benedict đã khởi xướng cuộc tranh luận ở Tortosa vào năm 1413. Nó đã trở thành cuộc tranh luận giữa Kitô và Do Thái nổi bật nhất thời Trung Cổ. Benedict cũng là người đã đưa ra những điều luật nhằm chống lại người Do Thái. Các luật này đã được bãi bỏ bởi Giáo hoàng Martin V, sau khi ông gặp phái đoàn Do Thái, được gửi tới từ Thượng hội đồng được triệu tập bởi người Do Thái ở Forlì vào năm 1418.
Trước khi qua đời, Benedict đã bổ nhiệm bốn vị hồng y trung thành để đảm bảo sự kế tiếp của một Giáo hoàng mới nhằm duy trì sự tồn tại của "giáo triều ở Avigon" lúc này đang bị bao vây. Ba trong số các hồng y đã gặp nhau vào ngày 10 tháng 6 năm 1423 và bầu Sanchez Muñoz làm Giáo hoàng mới của họ, Muñoz đã lấy tên là Giáo hoàng Clement VIII. Vị Hồng y thứ tư, Gioan Carrier, Tổng phó tế của Rodez gần Toulouse, là người duy nhất vắng mặt trọng cuộc họp kín bầu Giáo hoàng này. Ngay lúc đó, một mình Carrier đóng vai trò như một hội đồng hồng y đã bầu Bernard Garnier, Người trông coi nhà thờ Rodez làm Giáo hoàng. Garnier đã lấy tên hiệu là Benedict XIV..
Benedict XIII đã được chôn cất trong lâu đài Peñíscola. Sau đó, hài cốt của ông đã được chuyển đến Illueca, nhưng nó đã bị phá hủy trong cuộc Chiến tranh kế vị Tây Ban Nha (1701–1714). Chỉ còn lại hộp sọ đã được giữ lại và nó hiện nằm trong Condes de Argillo Palace ở Aragon (Tây Ban Nha).